# Comissão Internacional de Instrução Matemática
A Comissão Internacional de Instrução Matemática conhecida como ICMI (do inglês International Commission on Mathematical Instruction) ou IMUK (do alemão Internationalen Mathematischen Unterrichtskommission) é uma organização internacional que se foca na Educação matemática. O ICMI foi fundada Congresso Internacional de Matemáticos de 1908 em Roma.

## Premiações da ICMI
Desde 2003, a ICMI galardoa três medalhas a pesquisadores do campo:
- A medalha Felix Klein é dada ao pesquisador que possui uma grande realização em toda a sua vida.
- A medalha Hans Freudenthal é dada ao pesquisador reconhecido pelo conjunto de pesquisas.
- A medalha Emma Castelnuovo, por realizações notáveis na prática da educação matemática.